# ديف برايس (صحفي)
ديف برايس (بالإنجليزية: Dave Price)‏ هو صحفي أمريكي، ولد في 18 أكتوبر 1966 في بكبسي في الولايات المتحدة.

## وصلات خارجية
- ديف برايس على موقع IMDb (الإنجليزية)